# Ann Patchett
Œuvres principales
- Bel canto

Ann Patchett, née le 2 décembre 1963 à Los Angeles, est une femme de lettres américaine. Installée depuis l’âge de six ans à Nashville, où elle vit toujours, elle est l'auteur de cinq romans dont Bel canto, pour lequel elle a obtenu le PEN/Faulkner Award en 2002.